# Janko Tipsarević
Janko Tipsarević (Servisch: Јанко Типсаревић) (Belgrado, 22 juni 1984) is een Servisch tennisser. Hij is prof sinds 2002. Hij haalde voor het eerst de top 100 in 2005 en de top 50 in 2007. In 2011 kwam hij voor het eerst binnen in de top 10. Zijn hoogste plaats op de ATP-ranglijst is de 8e, die hij behaalde op 2 april 2012.
Tipsarević heeft in zijn carrière twee enkeltoernooien en een dubbeltoernooi op zijn naam geschreven. Hij won ook tien challengers en drie futurestoernooien in het enkelspel. Zijn beste resultaat in het enkelspel op een grandslamtoernooi is de kwartfinale op de US open in 2011. Tipsarević maakte ook deel uit van het Servische team dat in 2010 de Davis Cup won.

## Carrière

### Jaarverslagen

#### Carrière als junior
In 2000 maakte Tipsarević zijn debuut voor het Joegoslavisch Davis Cupteam. In 2001 won Tipsarević het juniorentoernooi van de Australian Open en behaalde hij de kwartfinale van het juniorentoernooi op Roland Garros. Hij sloot dat jaar af als nummer twee op de juniorenwereldranglijst. In datzelfde jaar behaalde hij ook zijn eerste futurestitel.

#### 2002 - 2004
Tipsarević werd proftennisser in 2002. Hij speelde dat jaar nog hoofdzakelijk futurestoernooien, met af en toe een challenger. In 2003 won hij zijn eerste challenger, in Zell. Hij maakte in juli op het ATP-toernooi van Indianapolis zijn debuut op een ATP-toernooi. Hij boekte ook meteen zijn eerste zege op ATP-niveau door in de eerste ronde te winnen van zijn landgenoot Nenad Zimonjić. In de tweede ronde verloor hij van Jevgeni Kafelnikov. Direct na dit toernooi wist Tipsarević via de kwalificatie het hoofdtoernooi van de US Open te bereiken, maar verloor hierin van de Australiër Mark Philippoussis. In het najaar won hij in Torrance zijn tweede challenger.
Ook in 2004 speelde Tipsarević voornamelijk op het challengercircuit. Hij won de challenger van Ostrava in mei en die van Belo Horizonte in juli en won dat jaar ook twee challengers in het dubbelspel. Tipsarević wist via de kwalificaties voor het eerst de hoofdtoernooien van Roland Garros en Wimbledon te bereiken. Hij verloor in beide toernooien in de eerste ronde. Ook op de US Open, waar hij als lucky loser op de tabellen kwam, verloor hij in de eerste ronde.

#### 2005 - 2006
In 2005 speelde Tipsarević vijftien ATP-toernooien en kon hij voor het eerst doordringen tot de mondiale top 100. Op zijn eerste Australian Open haalde hij de tweede ronde, net zoals op Roland Garros. Op Wimbledon wist Tipsarević de derde ronde te behalen, zijn tot dan toe beste prestatie op een grandslamtoernooi. Op de US Open verloor hij echter in de eerste ronde. Van februari tot en met augustus stond hij af en aan in de top 100 van de ATP-ranglijst, maar hij eindigde 2005 zonder toernooiwinst op plaats 138.
In 2006 won Tipsarević vier challengertoernooien. Op de Australian Open herhaalde hij zijn prestatie van 2005 met een tweede ronde. Op Roland Garros en Wimbledon verloor hij in de eerste ronde. Vóór Wimbledon had hij echter zijn eerste ATP-kwartfinale behaald op het ATP-toernooi van Nottingham. In oktober haalde hij zijn tweede kwartfinale, op het ATP-toernooi van Moskou. Hij sloot het jaar voor het eerst af in de mondiale top 100, op plaats 65, als tweede Serviër op de ranglijst.

#### 2007
Tipsarević begon 2007 matig met enkel eersterondeverliezen in de eerste twee maanden, waaronder op de Australian Open. In mei won hij zijn negende challenger, in Zagreb. Op Roland Garros haalde hij de derde ronde en op Wimbledon behaalde hij met een vierde ronde zijn beste grandslamprestatie tot dan toe. Net voor Wimbledon had hij de kwartfinale gehaald op het ATP-toernooi van Rosmalen. De zomer bracht niet veel sterke resultaten, maar hij kwam in juli wel voor het eerst de top 50 van de ATP-ranglijst binnen door zijn vierde ronde op Wimbledon. Op de US Open gaf hij op in de tweede ronde met een blessure aan de ribspieren. In het najaar haalde hij op het ATP-toernooi van Moskou zijn eerste halve finale op ATP-niveau. Tipsarević eindigde het seizoen op een zucht van de top 50, op plaats 52.

#### 2008
In de derde ronde van de Australian Open dwong Tipsarević Roger Federer tot een vijfsetter (7-6, 6-7, 7-5, 1-6, 10-8) die 4 uur en 27 minuten duurde, maar waarin hij uiteindelijk het onderspit dolf. In februari haalde hij de kwartfinale op het ATP-toernooi van Zagreb en in maart haalde hij in Miami zijn eerste kwartfinale op een Masterstoernooi. Op Roland Garros verloor hij in de openingsronde, maar in het dubbelspel haalde hij met zijn landgenoot Viktor Troicki de kwartfinale. Net zoals in 2007 haalde hij op Wimbledon de vierde ronde. In de tweede ronde had Tipsarević met 6-7(5), 7-5, 6-4, 7-6(4) gewonnen van Andy Roddick, de toenmalige nummer 6 van de wereld. Tijdens de zomer speelde Tipsarević weinig toernooien, maar hij nam wel deel aan de Olympische Spelen in Peking, waar hij in de tweede ronde van het olympisch herenenkelspel moest opgeven tegen de Belg Olivier Rochus. Ook op de US Open moest hij in de eerste ronde opgeven. In het najaar haalde hij nog twee kwartfinales, in Metz en Sint-Petersburg. Tipsarević eindigde het jaar voor het eerst in de top 50, op plaats 49.

#### 2009

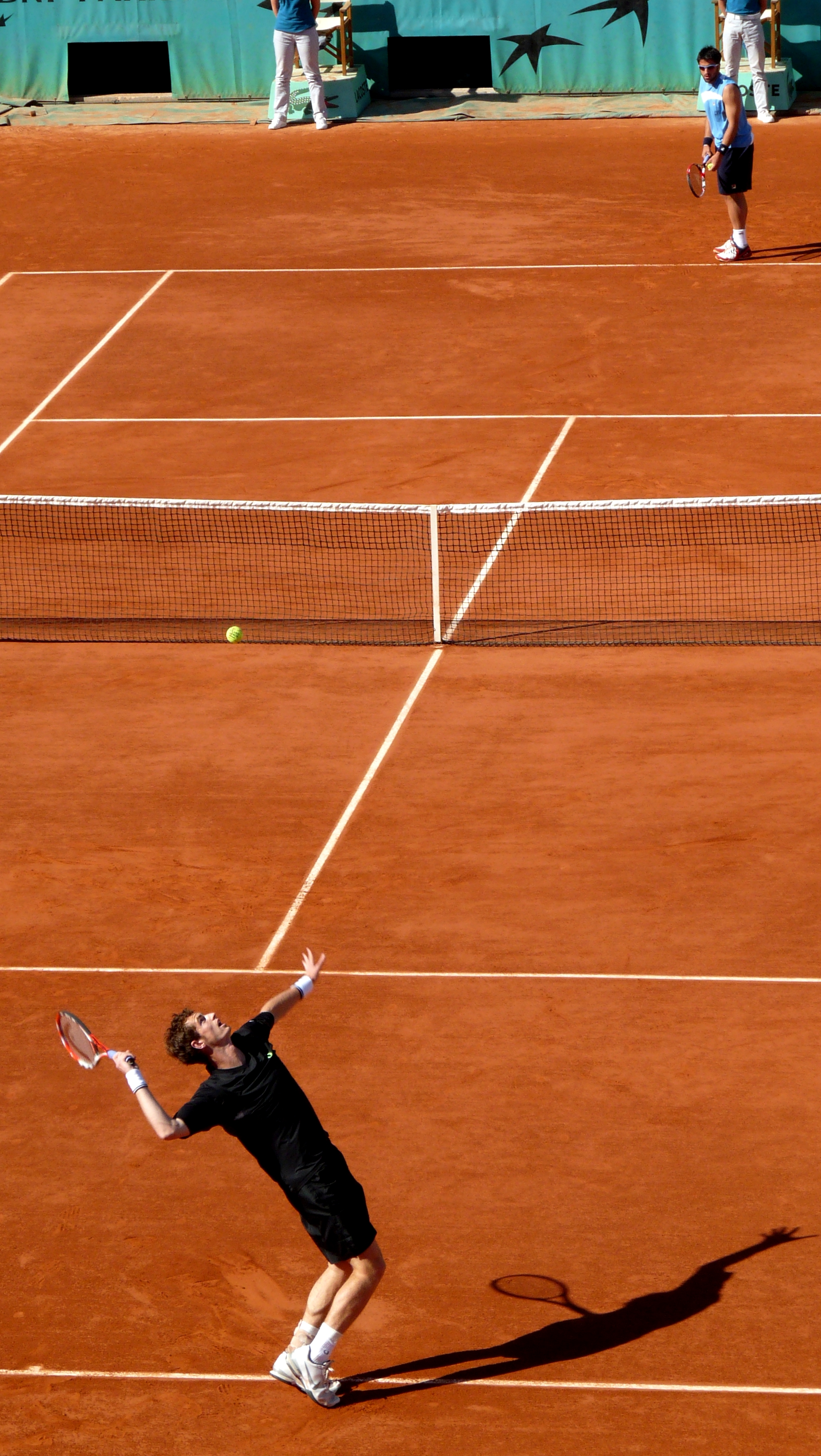
Tipsarević tegen Andy Murray op Roland Garros in 2009

Tipsarević startte 2009 met een kwartfinale in Chennai en een tweede ronde op de Australian Open. Daarna volgenden enkel maanden met vroege uitschakelingen. In mei maakte hij deel uit van het Servische team dat de World Team Cup won. Op Roland Garros moest de Serviër vanwege krampaanvallen in de derde ronde tegen Andy Murray opgeven, nadat hij met 7-6 (3), 6-3 achter stond. Op het grastoernooi van Eastbourne haalde Tipsarević de kwartfinale, maar in Wimbledon verloor hij in de tweede ronde. Op de US Open kwam hij weer niet verder dan de eerste ronde. Door de mindere resultaten was Tipsarević in het voorjaar weer buiten de top 50 gevallen, maar een sterk seizoenseinde trok zijn ranking weer omhoog. Na de US Open haalde hij de kwartfinale in Metz, won hij de challenger in het Belgische Bergen, haalde hij zijn eerste ATP-finale op het ATP-toernooi van Moskou (verlies tegen Michail Joezjny) en de halve finale in Wenen. Hij sloot het seizoen daardoor voor de tweede maal op rij af in de top 50, op plaats 38.

#### 2010
Tipsarević begon het jaar 2010 met een halve finale in Chennai, die hij verloor van Marin Čilić, en zijn eerste ATP-dubbelspelfinale op hetzelfde toernooi. Op de Australian Open verloor hij in de 2e ronde. In februari haalde hij de kwartfinale in Dubai. Op Roland Garros verloor hij in de 1e ronde van Alejandro Falla. In de voorbereiding op Wimbledon haalde hij voor het eerst de finale op een grastoernooi, in Den Bosch. Wimbledon verliep echter minder voorspoedig, want hij verloor in de eerste ronde verloor van de Fransman Arnaud Clément. Tijdens het Amerikaanse hardcourtseizoen haalde hij een halve finale in Los Angeles en een kwartfinale in Washington. Op de US Open zorgde hij in de 2e ronde voor een daverende verrassing door Andy Roddick te verslaan, maar de ronde daarna verloor hij van Gaël Monfils. Het seizoenseinde was minder goed dan in 2009, want Tipsarević' enige goede resultaten waren een kwartfinale in Sint-Petersburg en de dubbelspelfinale in Moskou. Hij slaagde er echter wel in om met Servië de Davis Cup te winnen. Zelf verloor hij tijdens de finale tegen Frankrijk zijn enkelpartij van Gaël Monfils. Tipsarević eindigde het jaar net zoals in 2008 op plaats 49.

#### 2011

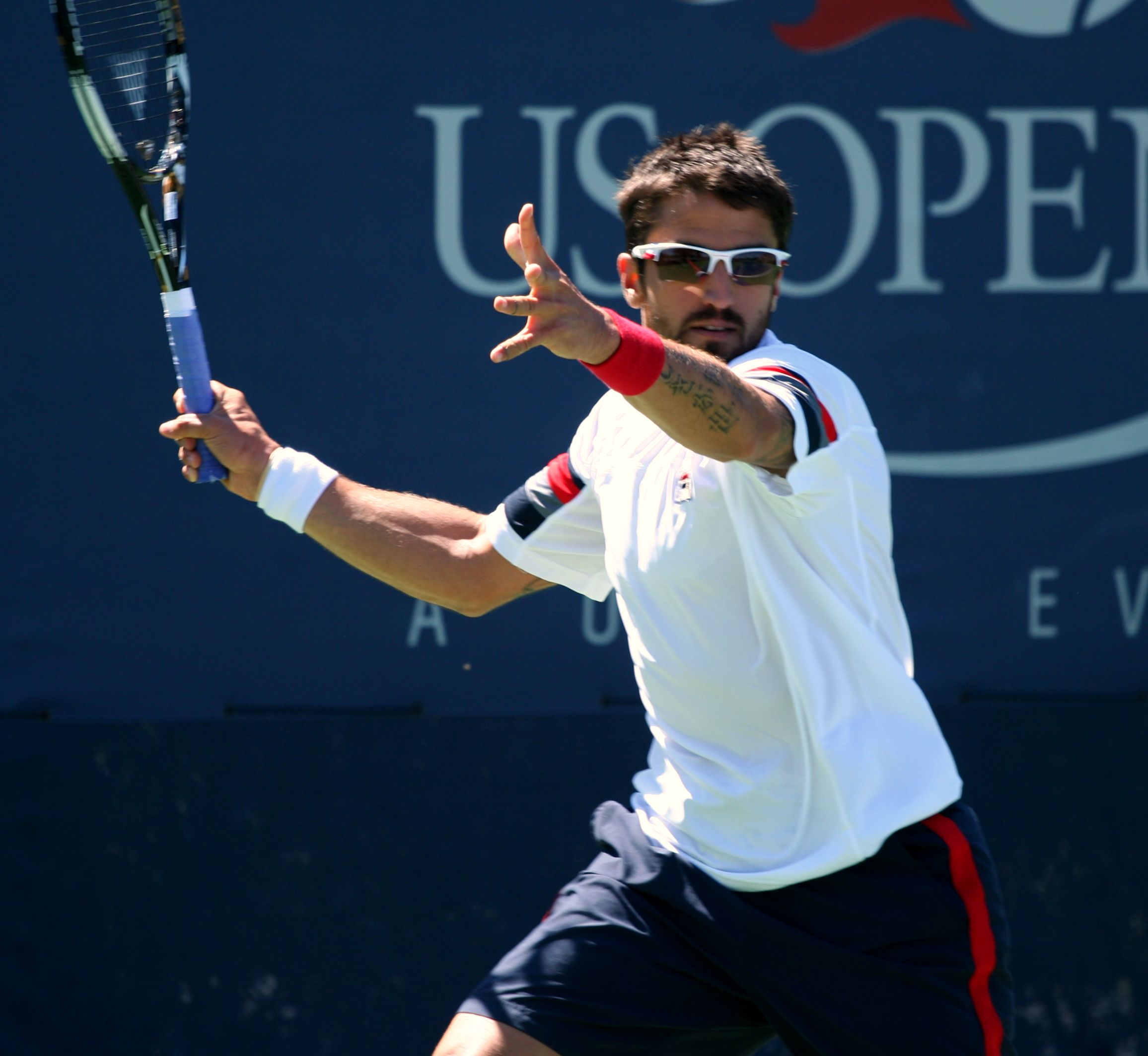
Tipsarević op de US Open van 2011

2011 was het jaar van de grote doorbraak voor Tipsarević. Hij startte net zoals in 2010 met een halve finale in zowel enkel- als dubbelspel Chennai en een tweede ronde op de Australian Open. In februari bereikte hij in Delray Beach zijn derde ATP-finale, maar hij verloor die van Juan Martín del Potro. Op het ATP-toernooi van Belgrado in april haalde Tipsarević de halve finale en op Roland Garros verloor hij in de derde ronde. Tijdens het grasseizoen haalde hij de finale van het ATP-toernooi van Eastbourne, waarin hij door een blessure aan de rechterheup moest opgeven tegen Andreas Seppi. Hij moest ook opgeven in de eerste ronde van Wimbledon. Vanaf augustus vond Tipsarević de goede vorm: hij haalde de kwartfinale in Washington, de halve finale op de Canada Masters en bereikte zijn eerste grandslamkwartfinale op de US Open. Door deze goede resultaten dook Tipsarević in augustus voor het eerst binnen in de top 20. Hij zette zijn vorm door met zijn eerste toernooiwinst op het ATP-toernooi van Kuala Lumpur in oktober (winst tegen Marcos Baghdatis in de finale), gevolgd door zijn tweede ATP-titel in Moskou, waar hij zijn landgenoot Viktor Troicki klopte in de eerste volledig Servische ATP-finale ooit. Hij haalde die maand ook nog de finale van het ATP-toernooi van Sint-Petersburg, die hij verloor van Marin Čilić. Door de opgave van Andy Murray in de ATP World Tour Finals kreeg Tipsarević de kans om mee te doen aan het eindejaarskampioenschap. Hij bleef steken in de groepsfase, maar wist verrassend zijn enkelpartij tegen landgenoot Novak Đoković, de beste speler van het seizoen, te winnen met 3-6, 6-3, 6-3. Tipsarević was in november voor het eerst binnengekomen in de top 10, en sloot zijn seizoen daar ook voor het eerst af, op plaats 9.

#### 2012
2012 begon meteen goed voor Tipsarević: hij speelde de finale van het ATP-toernooi van Chennai, die hij verloor van Milos Raonic in 3 tiebreaks (7/6 6/7 6/7). Hij won echter wel het dubbelspel aan de zijde van Leander Paes.

#### 2017
Tijdens Wimbledon 2017 gaf hij, net als zeven andere spelers, al in de eerste ronde op. Hierbij verdiende hij in één kwartier speeltijd een bedrag van £ 35.000. Naar aanleiding van onder andere deze opgave gingen stemmen op om de regels met betrekking tot opgaves aan te scherpen.

### Davis Cup
Tipsarević speelde voor het eerst in de Davis Cup in 2000, in de groepsronde van Groep III van de Euro/Afrikaanse zone. Eerst speelde hij voor Joegoslavië, daarna voor Servië en Montenegro en nu voor Servië. Hij speelde elk jaar van 2000 tot en met 2011. Hij maakte deel uit van het team dat in 2010 de Davis Cup won. In totaal speelde hij 41 enkel- en 9 dubbelpartijen, waarvan hij er respectievelijk 29 en 7 won.

## Palmares
| Legenda                       | Legenda               |
| ----------------------------- | --------------------- |
| Grand Slam                    |                       |
| Olympische Spelen             |                       |
| tot 2009                      | vanaf 2009            |
| Tennis Masters Cup            | ATP Finals            |
| ATP Masters Series            | ATP Tour Masters 1000 |
| ATP International Series Gold | ATP Tour 500          |
| ATP International Series      | ATP Tour 250          |

### Enkelspel
| Nr.                  | Datum            | Toernooi            | Ondergrond | Tegenstander in finale | Score                  | Details          |
| -------------------- | ---------------- | ------------------- | ---------- | ---------------------- | ---------------------- | ---------------- |
| Gewonnen finales     |                  |                     |            |                        |                        |                  |
| 1.                   | 2 oktober 2011   | ATP Kuala Lumpur    | Hardcourt  | Marcos Baghdatis       | 6-4, 7-5               | Details          |
| 2.                   | 23 oktober 2011  | ATP Moskou          | Hardcourt  | Viktor Troicki         | 6-4, 6-2               | Details          |
| 3.                   | 15 juli 2012     | ATP Stuttgart       | Gravel     | Juan Mónaco            | 6-4, 5-7, 6-3          | Details          |
| 4.                   | 6 januari 2013   | ATP Chennai         | Hardcourt  | Roberto Bautista Agut  | 3-6, 6-1, 6-3          | Details          |
| Verloren finales     |                  |                     |            |                        |                        |                  |
| 1.                   | 25 oktober 2009  | ATP Moskou          | Hardcourt  | Michail Joezjny        | 7-6(5), 0-6, 4-6       | Details          |
| 2.                   | 19 juni 2010     | ATP Rosmalen        | Gras       | Serhij Stachovsky      | 3-6, 0-6               | Details          |
| 3.                   | 27 februari 2011 | ATP Delray Beach    | Hardcourt  | Juan Martín del Potro  | 4-6, 4-6               | Details          |
| 4.                   | 19 juni 2011     | ATP Eastbourne      | Gras       | Andreas Seppi          | 6-7(5), 6-3, 3-5 opg.  | Details          |
| 5.                   | 30 oktober 2011  | ATP Sint-Petersburg | Hardcourt  | Marin Čilić            | 3-6, 6-3, 2-6          | Details          |
| 6.                   | 8 januari 2012   | ATP Chennai         | Hardcourt  | Milos Raonic           | 7-6(4), 6-7(4), 6-7(4) | Details          |
| 7.                   | 22 juli 2012     | ATP Gstaad          | Gravel     | Thomaz Bellucci        | 7-66, 4-6, 2-6         | Details          |
| Gewonnen challengers |                  |                     |            |                        |                        |                  |
| 1.                   | 30 juni 2003     | Zell                | Gravel     | Jan Frode Andersen     | 7-6(1), 5-7, 6-4       | 7-6(1), 5-7, 6-4 |
| 2.                   | 20 oktober 2003  | Torrance            | Hardcourt  | Zack Fleishman         | 6-4, 6-4               | 6-4, 6-4         |
| 3.                   | 3 mei 2004       | Ostrava             | Gravel     | Peter Luczak           | 6-3, 7-6(5)            | 6-3, 7-6(5)      |
| 4.                   | 26 juli 2004     | Belo Horizonte      | Hardcourt  | Ricardo Mello          | 6-4, 5-7, 6-4          | 6-4, 5-7, 6-4    |
| 5.                   | 13 februari 2006 | Belgrado            | Tapijt     | Tomas Cakl             | 6-4, 4-1 opg.          | 6-4, 4-1 opg.    |
| 6.                   | 14 augustus 2006 | Samarkand           | Gravel     | Édouard Roger-Vasselin | 6-3, 6-2               | 6-3, 6-2         |
| 7.                   | 21 augustus 2006 | Buchara             | Hardcourt  | Rohan Bopanna          | 6-2, 6-4               | 6-2, 6-4         |
| 8.                   | 2 oktober 2006   | Bergen              | Hardcourt  | Alex Bogdanovic        | 6-4, 1-6, 6-2          | 6-4, 1-6, 6-2    |
| 9.                   | 14 mei 2007      | Zagreb              | Gravel     | Julio Silva            | 3-6, 6-3, 6-3          | 3-6, 6-3, 6-3    |
| 10.                  | 5 oktober 2009   | Bergen              | Hardcourt  | Serhij Stachovsky      | 7-6(4), 6-3            | 7-6(4), 6-3      |

### Dubbelspel
| Nr.                              | Datum           | Toernooi                | Ondergrond | Partner        | Tegenstanders in finale            | Score         | Details       |
| -------------------------------- | --------------- | ----------------------- | ---------- | -------------- | ---------------------------------- | ------------- | ------------- |
| Gewonnen finales herendubbel     |                 |                         |            |                |                                    |               |               |
| 1.                               | 8 januari 2012  | ATP Chennai             | Hardcourt  | Leander Paes   | Jonathan Erlich Andy Ram           | 6-4, 6–4      | Details       |
| Verloren finales herendubbel     |                 |                         |            |                |                                    |               |               |
| 1.                               | 10 januari 2010 | ATP Chennai             | Hardcourt  | Lu Yen-Hsun    | Marcel Granollers Santiago Ventura | 5–7, 2–6      | Details       |
| 2.                               | 24 oktober 2010 | ATP Moskou              | Hardcourt  | Viktor Troicki | Igor Koenitsyn Dmitri Toersoenov   | 6–7(8), 3–6   | Details       |
| 3.                               | 20 mei 2012     | ATP Rome                | Gravel     | Łukasz Kubot   | Marcel Granollers Marc López       | 3-6, 2-6      | Details       |
| Gewonnen challengers herendubbel |                 |                         |            |                |                                    |               |               |
| 1.                               | 31 mei 2004     | Fürth                   | Gravel     | Adrian Garcia  | Simon Aspelin Graydon Oliver       | 6-4, 6-4      | 6-4, 6-4      |
| 2.                               | 7 juni 2004     | Weiden in der Oberpfalz | Gravel     | Lovro Zovko    | Mariano Delfino Patricio Rudi      | 6-4, 7-6(6)   | 6-4, 7-6(6)   |
| 3.                               | 28 maart 2005   | Napels                  | Gravel     | Jiří Vaněk     | Massimo Bertolini Uros Vico        | 3-6, 6-4, 6-2 | 3-6, 6-4, 6-2 |
| 4.                               | 17 maart 2008   | Sunrise                 | Hardcourt  | Dušan Vemić    | Kristof Vliegen Peter Wessels      | 6-2, 7-6(5)   | 6-2, 7-6(5)   |

## Resultaten grote toernooien
| Legenda | Legenda                          |
| ------- | -------------------------------- |
| g.t.    | geen toernooi gehouden           |
| l.c.    | lagere categorie                 |
| –       | niet deelgenomen                 |
| G       | uitgeschakeld in de groepsfase   |
| 1R      | uitgeschakeld in de eerste ronde |
| 2R      | uitgeschakeld in de tweede ronde |
| 3R      | uitgeschakeld in de derde ronde  |
| 4R      | uitgeschakeld in de vierde ronde |
| KF      | uitgeschakeld in de kwartfinale  |
| HF      | uitgeschakeld in de halve finale |
| F       | de finale verloren               |
| W       | het toernooi gewonnen            |
| w-v     | winst/verlies-balans             |

### Enkelspel
| toernooi              | 2003 | 2004 | 2005 | 2006 | 2007 | 2008 | 2009 | 2010 | 2011 | 2012 | 2013 | 2014 | 2015 | 2016 | 2017 | 2019 |
| --------------------- | ---- | ---- | ---- | ---- | ---- | ---- | ---- | ---- | ---- | ---- | ---- | ---- | ---- | ---- | ---- | ---- |
| grandslamtoernooien   |      |      |      |      |      |      |      |      |      |      |      |      |      |      |      |      |
| Australian Open       | –    | –    | 2R   | 2R   | 1R   | 3R   | 2R   | 2R   | 2R   | 3R   | 4R   | –    | –    | –    | –    | 1R   |
| Roland Garros         | –    | 1R   | 2R   | 1R   | 3R   | 1R   | 3R   | 1R   | 3R   | 4R   | 3R   | –    | –    | 1R   | 1R   | 1R   |
| Wimbledon             | –    | 1R   | 3R   | 1R   | 4R   | 4R   | 2R   | 1R   | 1R   | 3R   | 1R   | –    | 1R   | 1R   | 1R   | 2R   |
| US Open               | 1R   | 1R   | 1R   | –    | 2R   | 1R   | 1R   | 3R   | KF   | KF   | 4R   | –    | 1R   | 2R   | 2R   | 1R   |
| ATP World Tour Finals |      |      |      |      |      |      |      |      |      |      |      |      |      |      |      |      |
| ATP World Tour Finals | –    | –    | –    | –    | –    | –    | –    | –    | G    | G    | –    | –    | –    | –    | –    |      |
| ATP Masters 1000      |      |      |      |      |      |      |      |      |      |      |      |      |      |      |      |      |
| Indian Wells          | –    | –    | –    | 2R   | 3R   | 1R   | 1R   | 2R   | 2R   | 3R   | 2R   | –    | –    | –    | –    | –    |
| Miami                 | –    | –    | –    | –    | 2R   | KF   | 3R   | 2R   | 4R   | KF   | 4R   | –    | –    | –    | –    | 2R   |
| Monte Carlo           | –    | –    | –    | –    | –    | 3R   | 2R   | –    | 1R   | 3R   | 2R   | –    | –    | –    | –    | –    |
| Madrid                | l.c. | l.c. | l.c. | l.c. | l.c. | l.c. | 1R   | –    | –    | HF   | 1R   | –    | –    | –    | –    | –    |
| Rome                  | –    | –    | –    | –    | –    | 1R   | 2R   | 1R   | –    | 2R   | –    | –    | –    | –    | –    | –    |
| Montreal/Toronto      | –    | –    | –    | –    | –    | 1R   | –    | 1R   | HF   | HF   | 1R   | –    | 1R   | –    | –    | –    |
| Cincinnati            | –    | –    | –    | –    | –    | 1R   | –    | –    | 2R   | 2R   | 2R   | –    | –    | –    | 2R   | –    |
| Shanghai              | l.c. | l.c. | l.c. | l.c. | l.c. | l.c. | –    | 2R   | 1R   | 3R   | 1R   | –    | –    | 2R   | –    |      |
| Parijs                | –    | –    | –    | 1R   | 2R   | 1R   | –    | –    | 3R   | KF   | –    | –    | –    | –    | –    |      |
| olympisch             |      |      |      |      |      |      |      |      |      |      |      |      |      |      |      |      |
| Olympische Spelen     | g.t. | –    | g.t. | g.t. | g.t. | 2R   | g.t. | g.t. | g.t. | 3R   | g.t. | g.t. | g.t. | –    | g.t. | g.t. |
| statistieken          |      |      |      |      |      |      |      |      |      |      |      |      |      |      |      |      |
| totaal aantal titels  | 0    | 0    | 0    | 0    | 0    | 0    | 0    | 0    | 2    | 1    | 1    | 0    | 0    | 0    | 0    | 0    |
| eindejaarsranking     | 141  | 116  | 138  | 64   | 52   | 49   | 38   | 49   | 9    | 9    | 36   | —    | 410  | 144  | 105  |      |

### Dubbelspel
| toernooi             | 2006 | 2007 | 2008 | 2009 | 2010 | 2011 | 2012 | 2013 | 2014 | 2015 | 2016 | 2017 | 2019 |
| -------------------- | ---- | ---- | ---- | ---- | ---- | ---- | ---- | ---- | ---- | ---- | ---- | ---- | ---- |
| grandslamtoernooien  |      |      |      |      |      |      |      |      |      |      |      |      |      |
| Australian Open      | –    | 1R   | 1R   | 1R   | 1R   | 3R   | –    | –    | –    | –    | –    | –    | –    |
| Roland Garros        | 3R   | –    | KF   | –    | –    | 2R   | –    | –    | –    | –    | 1R   | 1R   | KF   |
| Wimbledon            | 1R   | 1R   | 2R   | –    | 3R   | –    | 2R   | –    | –    | 1R   | 1R   | –    | 1R   |
| US Open              | –    | 1R   | –    | 3R   | 1R   | –    | –    | –    | –    | 1R   | 2R   | 1R   | 1R   |
| ATP Masters 1000     |      |      |      |      |      |      |      |      |      |      |      |      |      |
| Indian Wells         | –    | –    | –    | –    | 2R   | 1R   | –    | KF   | –    | –    | –    | –    | –    |
| Miami                | –    | –    | –    | –    | –    | HF   | KF   | 2R   | 1R   | –    | –    | –    | –    |
| Monte Carlo          | –    | –    | –    | –    | –    | 1R   | –    | 1R   | –    | –    | –    | –    | –    |
| Madrid               | l.c. | l.c. | l.c. | –    | –    | –    | –    | –    | –    | –    | –    | –    | –    |
| Rome                 | –    | –    | –    | –    | 2R   | –    | F    | –    | –    | –    | –    | –    | –    |
| Montreal/Toronto     | –    | –    | –    | –    | –    | 2R   | –    | 1R   | –    | HF   | –    | –    | –    |
| Cincinnati           | –    | 1R   | –    | –    | 1R   | 1R   | 2R   | 1R   | –    | –    | –    | –    | 1R   |
| Shanghai             | l.c. | l.c. | l.c. | –    | 2R   | 2R   | –    | –    | –    | –    | 2R   | –    |      |
| Parijs               | –    | –    | –    | –    | –    | –    | –    | –    | –    | –    | –    | –    |      |
| olympisch            |      |      |      |      |      |      |      |      |      |      |      |      |      |
| Olympische Spelen    | g.t. | g.t. | –    | g.t. | g.t. | g.t. | KF   | g.t. | g.t. | g.t. | –    | g.t. | g.t. |
| statistieken         |      |      |      |      |      |      |      |      |      |      |      |      |      |
| totaal aantal titels | 0    | 0    | 0    | 0    | 0    | 0    | 1    | 0    | 0    | 0    | 0    | 0    | 0    |
| eindejaarsranking    | 206  | 470  | 125  | 192  | 70   | 85   | 54   | 236  | —    | 200  | 418  | —    |      |